# Orleans II
Orleans II, ook wel verschenen als Dance with Me, is het tweede studioalbum van Orleans. Het album verscheen alleen in Japan en Europa. ABC Records zag geen commerciële nummers op het album en liet het afweten. Zij zeiden ook het platencontract met de muziekgroep op. Orleans stapte over naar Asylum Records van David Geffen. Deze bracht Let there be music uit, een mengeling van nummers van Orleans II en nieuw materiaal. Asylum bracht vervolgens ook de single Dance with Me uit, dat een hit werd in de Verenigde Staten. Toen succes wel zichtbaar werd, kwam ABC in 1978 alsnog met de uitgifte van Orleans II en een heruitgave van Orleans.
Net als het voorgaande album is dit album alleen in Japan op compact disc verschenen (MCA 18P2-3102).

## Musici
- John Hall – zang, gitaar
- Larry Hoppen – gitaar, toetsinstrumenten, zang
- Lance Hoppen – basgitaar, zang
- Wells Kelly – slagwerk, percussie, zang

## Muziek
| Nr. | Titel                                                | Duur |
| --- | ---------------------------------------------------- | ---- |
| 1.  | Let's have a good time (John Hall, Johanna Hall)     | 5:14 |
| 2.  | Dance with Me (John Hall, Johanna Hall)              | 3:19 |
| 3.  | Wake up (John Hall, Johanna Hall)                    | 2:46 |
| 4.  | Let there be music (Larry Hoppen, Johanna Hall)      | 4:19 |
| 5.  | The last song (John Hall, Johanna Hall)              | 3:45 |
| 6.  | Sweet Johanna (John Hall, Johanna Hall)              | 5;16 |
| 7.  | Sunset (Wells kelly)                                 | 3:51 |
| 8.  | Money (Larry Hoppen)                                 | 2:55 |
| 9.  | The breakdown (Rufus Thomas, Eddie Floyd, Mack Rice) | 8:39 |